# Bobbejaan Schoepen
Bobbejaan Schoepen, właśc. Modest Schoepen (ur. 16 maja 1925 w Boom, zm. 17 maja 2010 w Turnhout) – flamandzki kompozytor, wokalista, gitarzysta, aktor, reprezentant Belgii podczas 2. Konkursu Piosenki Eurowizji w 1957 roku z utworem „Straatdeuntje”, przedsiębiorca oraz założyciel parku rozrywki Bobbejaanland.